# 梁赵郭家大院
梁赵郭家大院是一座古建筑，建于清代，位于山西省晋中市平遥县中都乡梁赵村郭家街，包括6个四合院：主院、祠堂院、书院、粮仓院、晒场院及偏院，占地面积6400平方米。建筑考究，石雕精美。
2011年11月30日，梁赵郭家大院公布为平遥县文物保护单位。